# Alexandre Lacroix

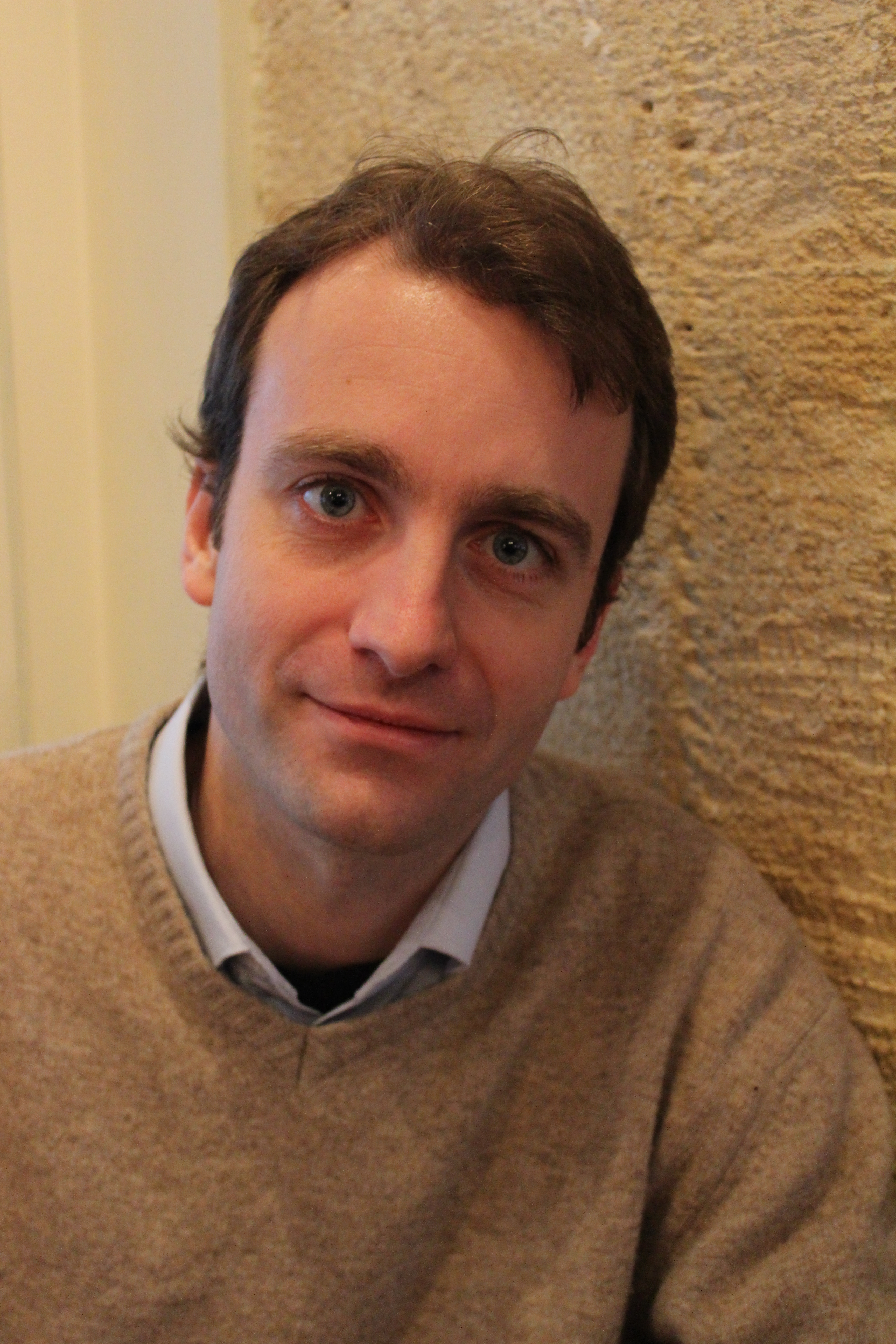
Alexandre Lacroix (2013)

Alexandre Lacroix (geboren 2. September 1975 in Poitiers) ist ein französischer Schriftsteller, Essayist und Journalist.

## Leben
Alexandre Lacroix wuchs in Paris auf. Er studierte Wirtschaftswissenschaft und Philosophie an der Université Paris 1 Panthéon-Sorbonne und anschließend Politikwissenschaft. 1998 schloss er dieses Studium ab und veröffentlichte seinen ersten autobiografischen Roman, Premières volontés. Seit 1999 unterrichtet er Kreatives Schreiben am Institut d’études politiques de Paris. Nach seinem Studium lebte er in einem Dorf im Burgund und widmete sich dem Schreiben. Im Vorjahr nach Paris zurückgekehrt, gründete er 2006 das Philosophie Magazine, eine seit 2006 zehnmal jährlich erscheinende französische Zeitschrift für philosophische Themen, deren Chefredakteur er ist. Ein deutsches Schwestermagazin erscheint seit 2011. Beachtung im deutschsprachigen Raum fand die Übersetzung seines 2011 erschienenen Essays Contribution à la théorie du baiser.
Alexandre Lacroix ist verheiratet und hat drei Kinder.

## Werke (Auswahl)
- Premières volontés. Grasset, Paris 1998, ISBN 2-246-55471-3.
- Se noyer dans l’alcool? Presses universitaires de France, Paris 2001, ISBN 2-13-052112-6.
- La Mire. Flammarion, Paris 2002, ISBN 2-08-068345-4.
- La grâce du criminel. Presses universitaires de France, Paris 2005, ISBN 2-13-054624-2.
- De la supériorité des femmes. Flammarion, Paris 2007, ISBN 978-2-08-120922-0.
- Quand j’étais nietzschéen. Flammarion, Paris 2009, ISBN 978-2-08-122167-3.
- L’Orfelin. Flammarion, Paris 2010, ISBN 978-2-08-124131-2.
- Contribution à la théorie du baiser. Éd. Autrement, Paris 2011, ISBN 978-2-7467-3047-2.
- Voyage au centre de Paris. Flammarion, Paris 2012, ISBN 978-2-08-129030-3.
- Kleiner Versuch über das Küssen. Matthes & Seitz, Berlin 2013, ISBN 978-3-88221-033-0 (französisch: Contribution à la théorie du baiser. Übersetzt von Till Bardoux).